# Conamblys caesarius
Conamblys caesarius là một loài bọ cánh cứng trong họ Cerambycidae.